# Khanat d'Erevan
1747–1828
Entités précédentes :
- Perse

Entités suivantes :
- Oblast arménien
(Empire russe)

Le khanat d'Erevan (ou Erivan ; en persan خانات ایروان) est une principauté musulmane sous suzeraineté perse ayant existé de 1747 à 1828. Son territoire correspondait approximativement au centre de l'Arménie moderne, à la majeure partie de la province turque d'Iğdır, et aux raions azerbaïdjanais de Sadarak et de Sharur (Nakhitchevan). À la suite de la guerre russo-persane de 1826-1828, il est rattaché à l'Empire russe par le traité de Turkmanchai. Il forme dès lors avec le khanat de Nakhitchevan l'oblast arménien.

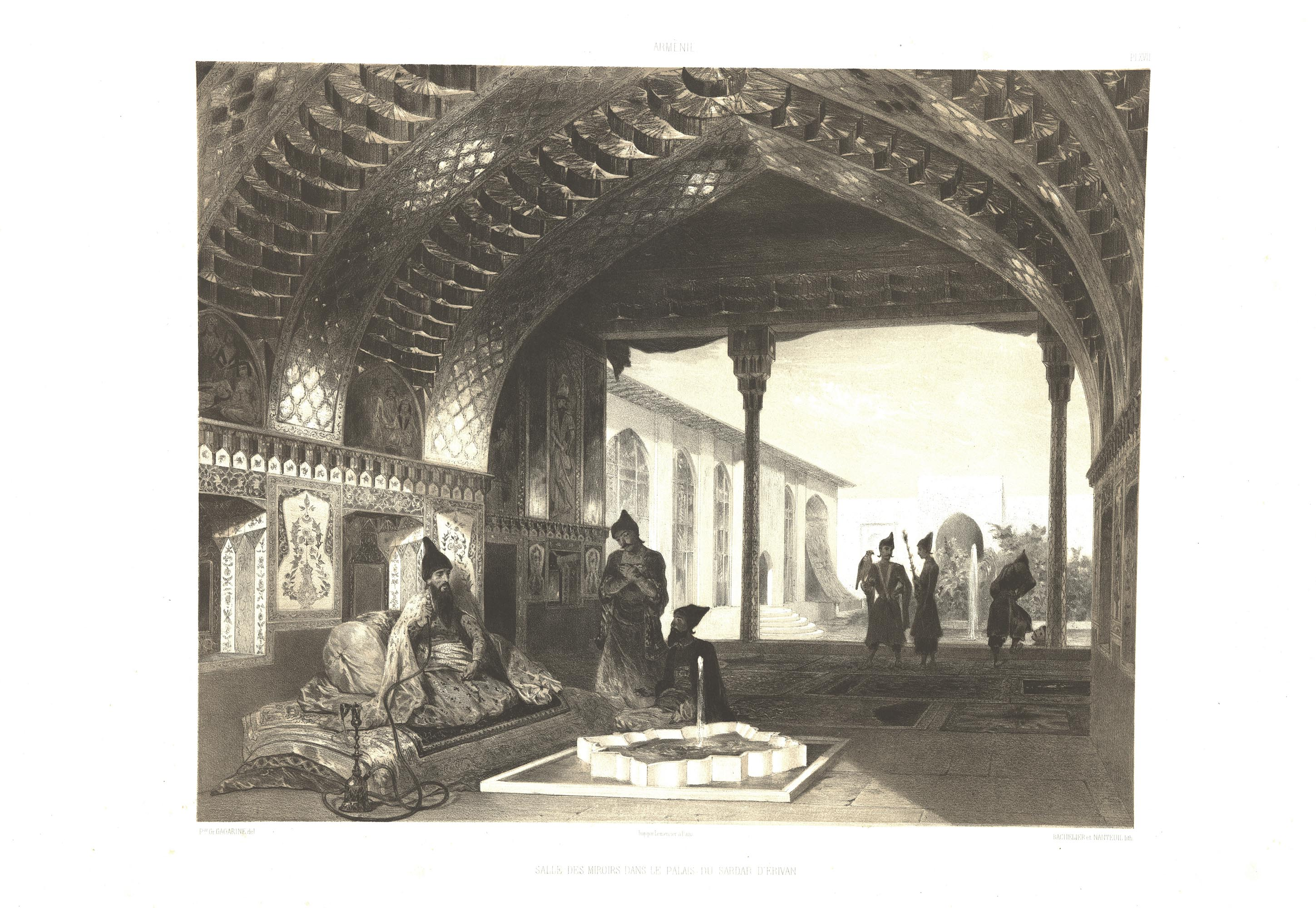
Palais des khans d'Erivan, peinture du début du XIXe siècle

## Histoire
Pendant tout le XVIe et le début du XVIIe siècle, l'Arménie est le champ de bataille sur lequel s'affrontent les Ottomans et les Perses, passant tour à tour sous le contrôle des uns ou des autres. Le traité de Qasr-i-Chirin met fin à cette situation en 1639 et accorde l'Arménie orientale, dévastée, à la Perse.
Au début du XVIIIe siècle, à la suite du déclin de la Perse séfévide et des premières incursions russes dans le Caucase, les Ottomans décident de réagir et marchent sur l'Arménie perse ; Erevan tombe ainsi le 7 juin 1724. Ce n'est que dans les années 1730 que des troupes perses réussissent à reprendre le contrôle de la région. En 1747, à la mort de Nâdir Châh, l'Arménie perse est répartie entre trois khanats relativement autonomes, les khanats d'Erevan, de Nakhitchevan et du Karabagh.
À partir de 1750, la suzeraineté immédiate du khanat d'Erevan est abandonnée par Muhammad Karim Khân au roi Héraclius II de Kakhétie, qui investit les khans vassaux et perçoit d'eux un tribut. Cette situation perdure malgré quelques révoltes sporadiques jusqu'à l'expédition du Kadjar Agha Mohammad Shah contre Tiflis en 1795.
Le khanat d'Erevan tombe aux mains des Russes à l'issue de la guerre russo-persane de 1826-1828 : en avril, l'armée russe entre à Etchmiadzin et en juin à Erevan, mais ne parvient pas à prendre sa forteresse ; elle ne capitule que le 1er octobre. Les Russes menaçant alors de marcher sur Téhéran, ils parviennent à arracher la paix. Leurs conquêtes sont entérinées par le traité de Turkmanchai en 1828. La même année, un décret de Nicolas Ier réunit les khanats d'Erevan et de Nakhitchevan au sein d'une nouvelle entité, l'oblast arménien.

## Population
La population du khanat est composée d'Arméniens, de Perses (principalement établis autour de la capitale), de Turcs (sédentaires ou nomades) et de Kurdes (principalement nomades). Parmi les musulmans, le chiisme domine, mais sunnisme et yézidisme sont aussi présents. En conséquence de la décision par Abbas Ier de déporter les Arméniens de la plaine de l'Ararat en Perse (1605), ces derniers ne forment que 20 % de la population du khanat,.
Après l'incorporation du khanat à l'Empire russe, en 1828, de nombreux musulmans (Azéris, Tatars, Kurdes, Lezguiens, ainsi que d'autres tribus nomades) quittent la région et sont remplacés par des dizaines de milliers d'Arméniens réfugiés de Perse. Des mouvements similaires, à une échelle moindre, continuent jusqu'à la fin du XIXe siècle. En 1832, les musulmans vivant sur le territoire de l'ancien khanat sont dépassés en nombre par les Arméniens.

## Khans d'Erevan
- 1747-1752 : Mehdi Khan Kasimlu (en) ;
- 1752-1755 : Khalil Khan Kadjar (en) ;
- 1755-1763 : Hasan Ali Khan Kadjar (en), son fils ;
- 1763-1783 : Hosein Ali Khan (en), son frère ;
- 1783-1784 : Qouli Khan Kadjar (en), son fils, tué en 1784 par ses sujets[12] ;
- 1784-1805 : Muhammed Khan Kadjar (en), son frère[13] ;
  - 1794 : Ali Qouli Khan, imposé par son frère Agha Mohammad Shah[14] ;
  - 1796-1797 : Hasan Khan de Makou, imposé par Agha Mohammad Shah[14] ;
- 1805-1806 : Mekhti-Qouli Khan (en) ;
- 1806-1807 : Ahmad Khan Moqaddam (en) (gendre de Fath Ali Shah) ;
- 1807-1827 : Hossein Khan Sardar (en) (1740-1830)[15].

## Méliks d’Erevan
Selon Cyrille Toumanoff, les méliks d’Erevan appartiennent à la famille des « Alamalides », rameau collatéral issu de la dynastie des « Avanides ou Avanian » de Varanda-Dizat, descendants de Vasak-Smbat de Khatchen,.
La liste a été établie sur la base des travaux de Cyrille Toumanoff complétés par l’article de l’Encyclopædia Iranica qui mentionne des méliks non insérés dans la généalogie :
- mort vers 1653 : Gilan, descendant d’Alam ou Elam, mélik de Varanda-Dizat (vers 1566) ;
- vers 1653-1693 : Catur Ier, son fils ;
- vers 1693-1716 : Ałamal, son fils ;
- 1716-1719 : Catur II ? ;
- 1721-1719 : Naz Ier ? ;
- 1721-1759 : Yakob-Jan, fils d’Alamal[20],[21] ;
- 1759-1790 : Naz II ? ;
- 1770-???? : Petros, fils de Djan Yakob ;
- vers 1805 : Sahak Ier, son fils ;
- 1805-1811 : Abraham, son frère ;
- 1811-1828 : Sahak II, mort en 1835, son fils.